# Chlorochlamys triangularis
Chlorochlamys triangularis är en fjärilsart som beskrevs av Louis Beethoven Prout 1912. Chlorochlamys triangularis ingår i släktet Chlorochlamys och familjen mätare. Inga underarter finns listade i Catalogue of Life.